# Řečice (Volfířov)

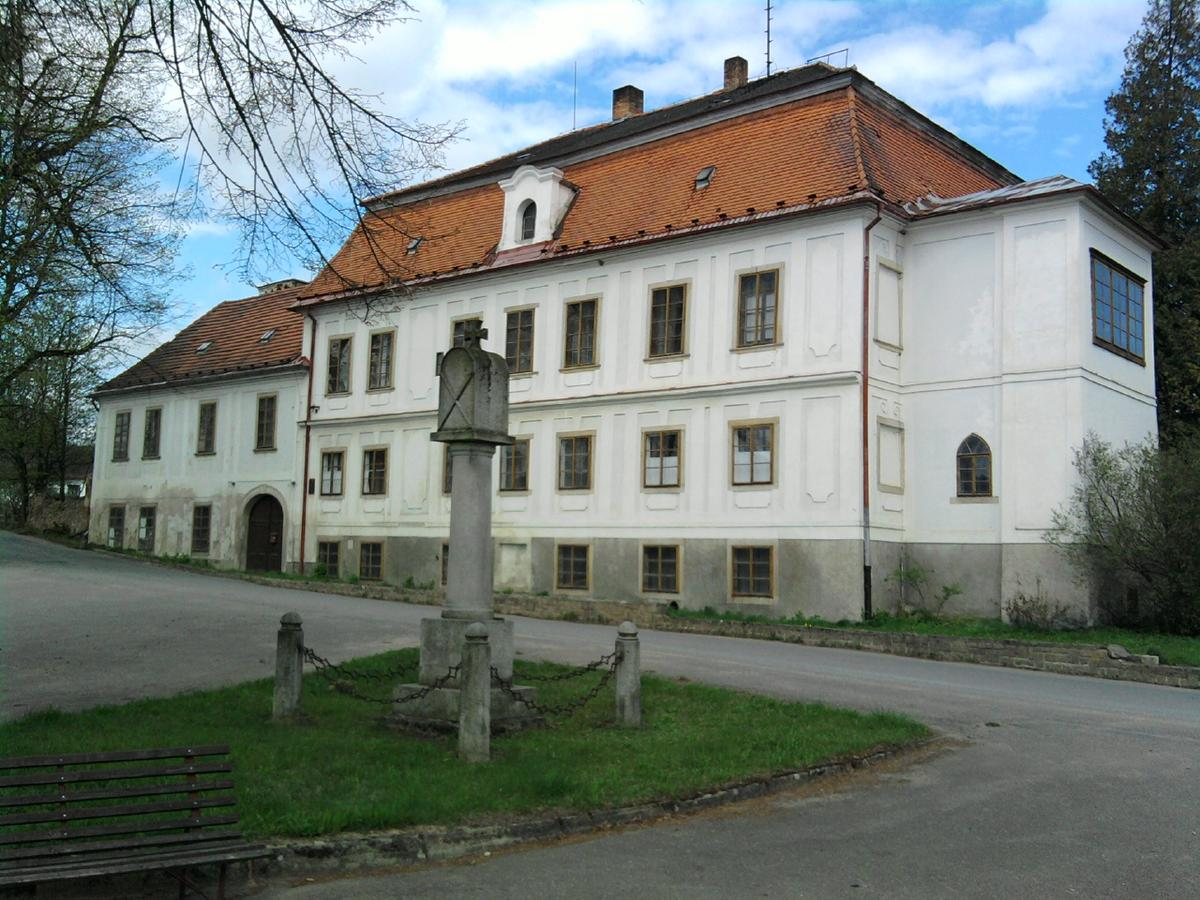
Schloss Řečice

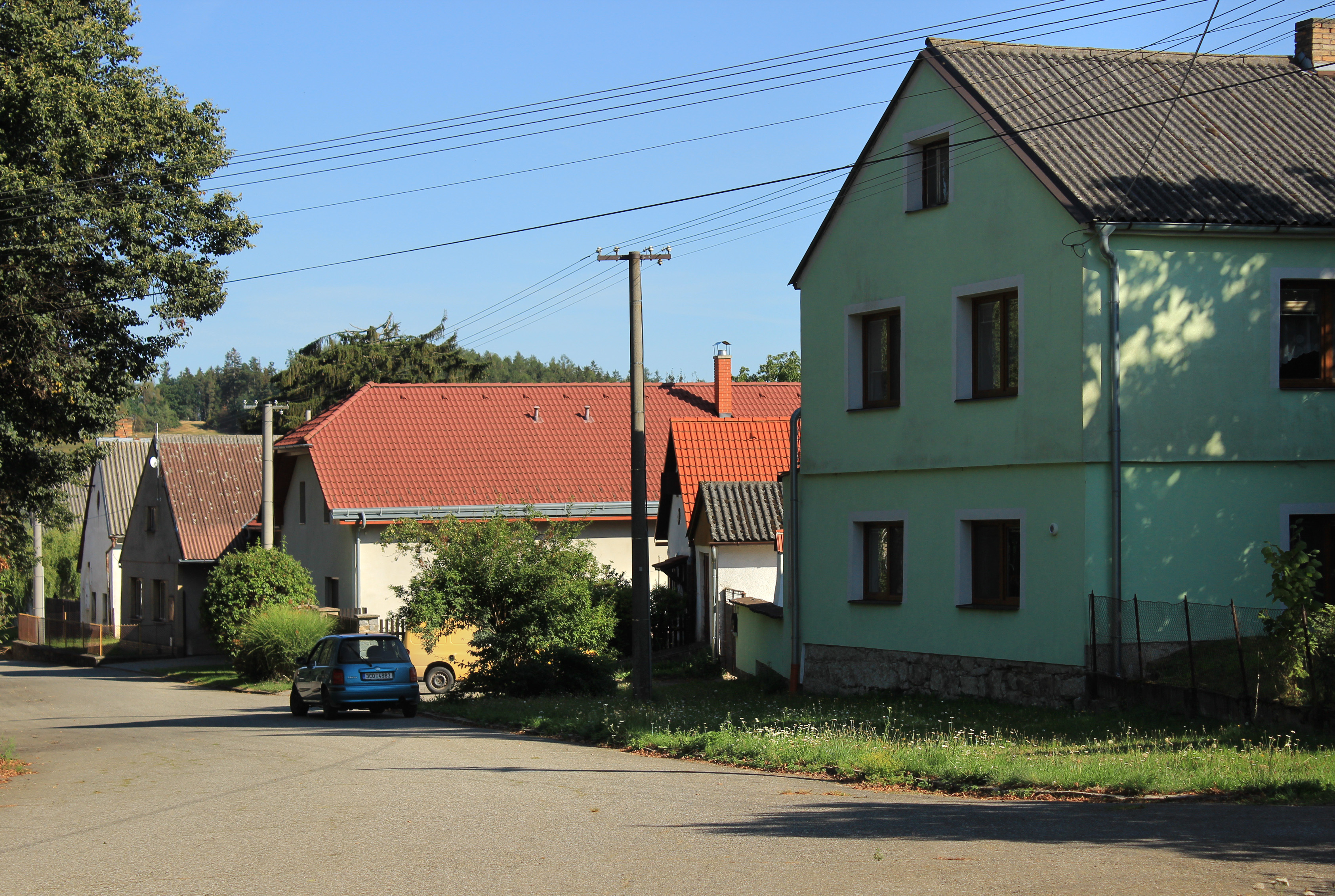
Häuser am Dorfanger

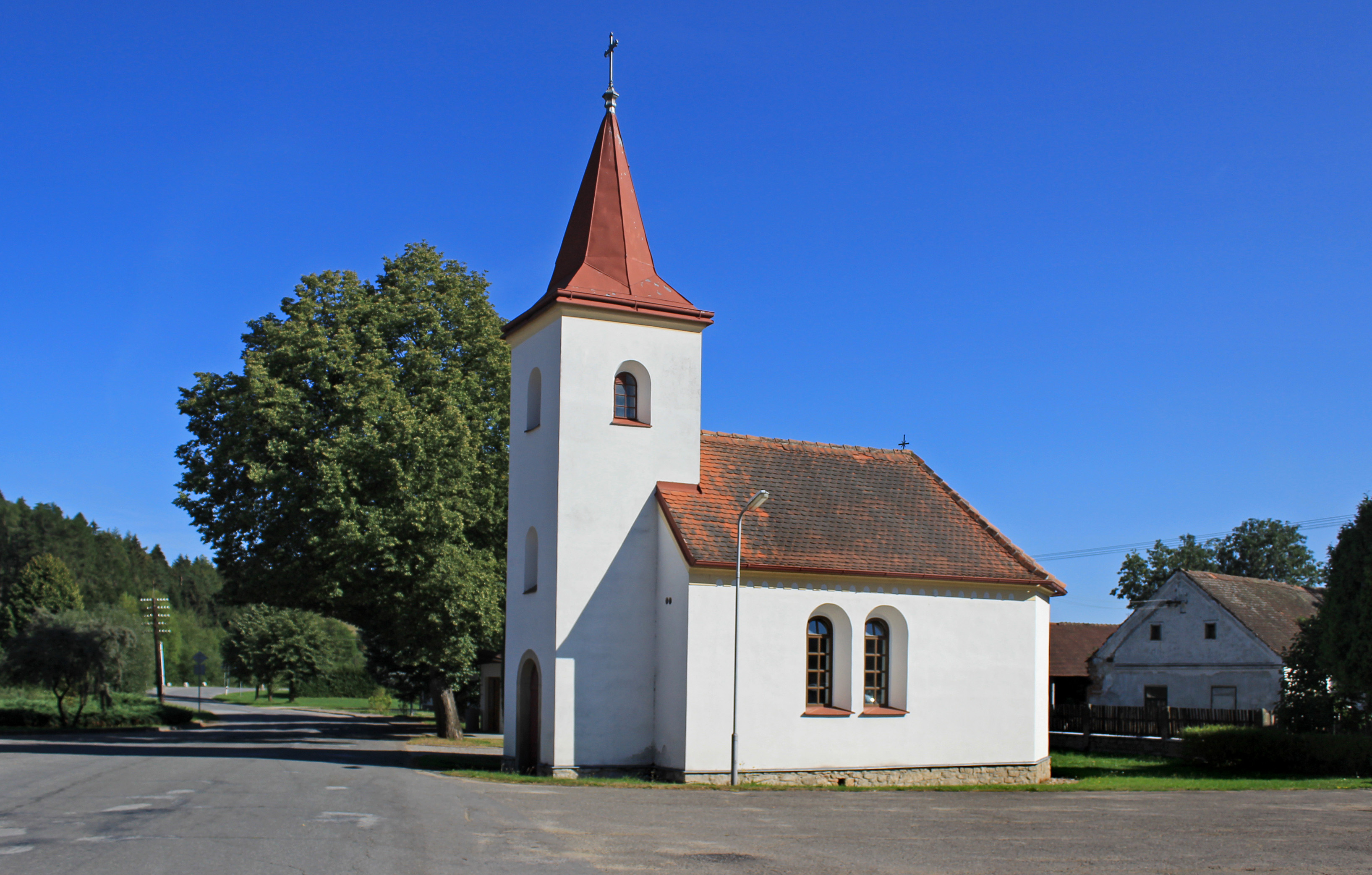
Kapelle der hl. Dreifaltigkeit

Řečice (deutsch Rötschitz) ist ein Ortsteil der Gemeinde Volfířov (Wolfers) in Tschechien. Er liegt achteinhalb Kilometer nordwestlich von Dačice (Datschitz) und gehört zum Okres Jindřichův Hradec.

## Geographie
Das Angerdorf Řečice befindet sich rechtsseitig des Baches Řečický potok am Rande der Dačická kotlina (Datschitzer Becken). Nördlich erhebt sich der Bradlo (672 m n.m.), im Nordosten die Lopata (645 m n.m.) und die Hora (664 m n.m.), östlich der Mysletický pahorek (581 m n.m.), im Südosten der U Sosní (591 m n.m.) und der Háj (564 m n.m.), südwestlich der Holý vrch (625 m n.m.) sowie im Nordwesten der Řečický vrch (639 m n.m.), der Pahorek (645 m n.m.), der Hradisko (760 m n.m.) und der Hřeben (675 m n.m.). Durch den Ort verläuft die Staatsstraße II/408 zwischen Dačice und Studená. Nördlich erstreckt sich der Naturpark Javořická vrchovina; die dortigen Quellen Studánka Královna, Královna I, Heřmánka, Hadravská studánka I und II und U Pstruhove sind gefasst und dienen der Trinkwasserversorgung der umliegenden Ortschaften und eines Teils von Dačice. Auf dem Katastralgebiet liegen mehrere Teiche: der Pstruhovec, der Hadravy, der Hladov und der Bukovský rybník (alle im Naturpark), der Víšťanský rybník (zwischen Řečice und Víska), der Pilský rybník (zwischen Na Obci und Dolní Mlýn) sowie der Nový rybník und der Kamenný rybník (beide südlich von Řečice).
Nachbarorte sind Sádky und Olší im Norden, Mysletice im Nordosten, Víska und Zadní Vydří im Osten, Na Obci, Dolní Mlýn, Prostřední Vydří, Lipová und Dolní Němčice im Südosten, Volfířov und Šach im Süden, Radlice im Südwesten, Heřmaneč und Velká Lhota im Westen sowie Poldovka und Bukovská im Nordwesten.

## Geschichte
Die erste schriftliche Erwähnung erfolgte 1271, als Pota von Řečice in einer Urkunde als Zeuge auftrat. Im Jahre 1294 gehörte das Gut zu den Besitzungen des Ulrich II. von Neuhaus. Ab dem 14. Jahrhundert erfolgten häufige Besitzerwechsel. 1353 zeichnete Aklessin von Řečice als Zeuge auf einer Urkunde des Klosters Bruck. Im Jahre 1358 überschrieb Pessik von Rudolec seiner Frau Radslawa zwei Lahne in Řečice; er besaß wahrscheinlich nur einen Anteil des Dorfes. Heinrich III. von Neuhaus ließ 1365 die Dörfer Řečice und Brandlín dem Johann Kadlice in 197 Schock Groschen intabulieren, der davon 160 Schock seiner Schwiegertochter Margarethe überschrieb. Johanns Sohn, Adam Kadlice, trat 1378 seinen gesamten mährischen Besitz dem Georg Bitowsky von Lichtenburg ab. 1385 erwarb Adam Kadlice von der Witwe Radslawa von Rudolec einen Hof mit Vorwerk in Groß-Řečice und nannte sich fortan Kadlice von Řečic; er ist bis 1398 nachweislich. Im Jahre 1405 wurde Wenzel Kadlice von Řečic von seiner Mutter Margarethe in Besitzgemeinschaft auf ihr Wittum in Řečice und Brandlín genommen. 1416 veräußerte er das Dorf Brandlín an Mareš von Vydří und die Brandlíner Mühle mit einem Teich an Bohunek von Maršov; zugleich verschrieb er seiner Frau Elisabeth 100 Schock Groschen auf Groß-Řečice. 1446 nahm Elisabeth verw. Kadlice von Řečic zunächst ihren zweiten Mann Augustin von Němčic in Besitzgemeinschaft auf Groß-Řečice und Klein-Řečice und noch im selben Jahr auch ihren dritten Mann Ctibor von Plawec. Daneben hielt auch Mareš von Volfířov einen Anteil von Řečice, auf den er – ebenfalls 1446 – unter Protest des Augustin von Němčic seinen Sohn Erasmus von Lang-Pirnitz in Gemeinschaft nahm. Im Jahre 1466 nahm Augustin von Řečic auch seine Miterben in Besitzgemeinschaft auf die Dörfer Groß-Řečice und Klein-Řečice. Seine Witwe Margarethe ließ 1476 ihre Söhne Johann, Wenzel und Bohuslaw – Besitzer des Gutes Maires – auf die Dörfer Groß-Řečice und Klein-Řečice mit zwei Höfen intabulieren. Spätere Erwähnungen beziehen sich nur noch auf ein Dorf Řečice; entweder verschmolzen Groß-Řečice und Klein-Řečice, wahrscheinlicher ist aber, dass Klein-Řečice später vom Gut Řečice abgetrennt und mit dem zur Herrschaft Teltsch gehörigen Dorf Wiska identisch ist. Um 1514 war Bohuslaw von Řečic alleiniger Besitzer der Güter Řečice und Maires. Ihm folgte Heinrich von Řečic, der Řečice einschließlich eines Hofes 1539 an Georg Czeland von Palowic veräußerte. Dessen Sohn Johann überschrieb das Gut Řečice mit einer Feste, einem Hof, einem Brauhaus und zwei Mühlen im Jahre 1596 für 7100 Mährische Gulden dem Wenzel Lipowsky von Lipowitz. Drei Jahre später erwarb Lipowsky vom Teltscher Grundherrn Joachim Ulrich von Neuhaus noch die Šyrkowsky-Mühle mit Feldern und Wiesen sowie zwei Bauern in der Flur „na Kralowně“ hinzu. Wenzel Lipowsky vererbte den Besitz seinem Sohn Joachim. Dieser war Protestant und 1620 in den mährischen Ständeaufstand involviert. Nach der Schlacht am Weißen Berg trat Joachim Lipowsky zum Katholizismus über und konnte sein auf 8000 Mährische Gulden taxiertes Gut Řečice gegen einen Erlag von 4000 Gulden behalten. 1630 setzte Joachim Lipowsky zunächst seine minderjährige Tochter als Erbin ein und nach deren Tod seine Schwester Katharina Španowska von Lysowa, die er jedoch kurz darauf durch seine Neffen Johann und Adam d. J. Lipowsky ersetzte. Dies führte zu einem Erbstreit, der 1638 durch das Landrecht zugunsten der Söhne Johanns – Adam Wenzel Max und Joachim Ferdinand Lipowsky – entschieden wurde, wobei Katharina Španowska mit Geld zu entschädigen war. Die beiden Brüder verglichen sich am 9. September 1638, sodass das Gut Adam Wenzel Max Lipowsky von Lipowitz zufiel. Nachfolgender Besitzer von Řečice war dessen Sohn Wenzel, der das Gut um 1719 seinem Sohn Anton vererbte. 1761 fiel das Gut Antons Sohn Franz Lipowsky von Lipowitz († 1790) zu. Nach dem Erbvergleich vom 29. April 1790 übernahm der zweitälteste Sohn Anton Freiherr Lipowsky von Lipowitz das Gut Retschitz für 28.000 Gulden. Im Jahre 1791 lebten in den 60 Häusern von Retschitz bzw. Ržecžice inklusive der 17 Häuser von Wiska 353 Personen (65 Familien). Zum Dorf gehörten 360 Joch Ackerland. Das Gut mit knapp vier Lahnen wurde auf 397 Gulden geschätzt. Anton Freiherr Lipowsky gründete 1793 die Kolonie Lipowa. Im Jahr darauf erlosch durch Antons frühen Tod im Ersten Koalitionskrieg der durch Erbteilung neugebildete Rötschitzer Zweig der Freiherren Lipowsky im Mannesstamme; das Gut fiel dem älteren Bruder Ephraim Lipowsky zu. Nachdem der k. k. Ministerresident Ephraim Lipowsky 1827 in Krakau verstorben war, erbte dessen Sohn Friedrich den Rötschitzer Besitz. Im Jahre 1830 verkaufte Friedrich Freiherr Lipowsky das Gut Rötschitz an den Besitzer der Herrschaft Datschitz, Karl Anton von Dalberg, der es in seine Herrschaft inkorporierte.
Im Jahre 1835 umfasste das im Iglauer Kreis gelegene und mit der Herrschaft Datschitz verbundene Gut Rötschitz eine Nutzfläche von 1093 Joch 726 Quadratklafter, davon 565 Joch 1014 Quadratklafter Dominikalland und 527 Joch 1312 Quadratklafter Rustikalland. Etwa die Hälfte der Fläche war Ackerland, über 260 Joch Wälder, ansonsten Wiesen und Hutweiden. Zum Gut gehörten die Dörfer Rötschitz und Lipowa. Das an der Grenze zur Herrschaft Teltsch gelegene Dorf Rötschitz bzw. Řečyce bestand aus 66 Häusern mit 451 mährischsprachigen Einwohnern, darunter 70 Protestanten (davon 28 Helvetischen und 42 Augsburgischen Bekenntnisses). Im Ort gab es ein kleines Schloss, einen herrschaftlichen Meierhof, ein herrschaftliches Brauhaus, eine katholische Trivialschule unter herrschaftlichem Patronat und eine Ziegelei. Unterhalb des Dorfes lagen zwei herrschaftliches Fischteiche. Die Wasserkraft des Rötschitzer Baches wurde zum Antrieb von zwei Rustikalmühlen und einer Brettsäge genutzt. Der aus 224 Joch 1569 Quadratklafter Wald, 154 Joch 208 Quadratklafter Ackerland, 52 Joch 1515 Quadratklafter Hutweiden und vier Joch 404 Quadratklafter Gärten bestehende herrschaftliche Grundbesitz wurde durch einen bestellten Wirtschaftsverwalter bewirtschaftet. Rötschitz war Schulort für die katholischen Kinder aus Lipowa. Katholischer Pfarrort war Wolfirsch; die Protestanten beider Bekenntnisse gehörten zur Pfarrgemeinde Groß-Lhota. Bis zur Mitte des 19. Jahrhunderts blieb Rötschitz der Allodialherrschaft Datschitz untertänig, Besitzer waren die Herren von Dalberg.
Nach der Aufhebung der Patrimonialherrschaften bildete Rečice/Rötschitz ab 1849 mit dem Ortsteil Lipová/Lipowa eine Gemeinde im Gerichtsbezirk Datschitz. Ab 1869 gehörte Rečice zum Bezirk Datschitz. Zu dieser Zeit hatte das Dorf 364 Einwohner und bestand aus 66 Häusern. Ab 1872 wurde Řečice als tschechischer Ortsname verwendet. Im Jahre 1900 lebten in Řečice 392 Personen, 1910 waren es 355. Friedrich X. von Dalberg verkaufte das Schloss und Gut Rötschitz 1909 an Robert von Bach. Nach dem Zusammenbruch der k.k. Monarchie wurde die Gemeinde 1918 Teil der neu gebildeten Tschechoslowakei. Beim Zensus von 1921 lebten in den 73 Häusern der Gemeinde Řečice / Rötschitz 415 Personen, darunter 413 Tschechen. Davon lebten 367 in Řečice (64 Häuser) und 48 in Lipová (9 Häuser). 1924 erwarb Karel Šikýř das Schloss und Gut. Im Jahre 1930 bestand Řečice aus 64 Häusern und hatte 355 Einwohner. Zwischen 1939 und 1945 war die Gemeinde Teil des Protektorats Böhmen und Mähren. Nach dem Ende des Zweiten Weltkrieges wurde Řečice wieder Teil der Tschechoslowakei. Der Gutsbesitzer Karel Šikýř wurde nach dem Februarumsturz 1948 enteignet. Im Jahre 1950 lebten in den 66 Häusern von Řečice nur noch 237 Personen. Mit Beginn des Jahres 1961 wurde Řečice dem Okres Jindřichův Hradec zugeordnet. Im Jahre 1970 hatte Řečice 180 Einwohner. Zum 30. April 1976 erfolgte die Eingemeindung nach Volfířov. Im Jahre 1991 lebten in den 50 Wohnhäusern von Řečice 132 Personen. Beim Zensus von 2011 bestand Řečice aus 58 Häusern und hatte 147 Einwohner.

## Ortsgliederung
Der Ortsteil Řečice gliedert sich in die Grundsiedlungseinheiten Řečice und Sádky (Kopalu). Zu Řečice gehören außerdem die Ortslage Víska (Wiska) sowie die Wohnplätze Bukovská (Bukowska auch Lisek), Dolní Mlýn und Na Obci.
Der Katastralbezirk Řečice umfasst die Ortsteile Lipová und Řečice.

## Sehenswürdigkeiten
- Schloss Řečice, der zweigeschossige Bau mit Mansarddach wurde 1690 anstelle einer alten Feste errichtet und 1730 umgebaut. Am Übergang vom 18. zum 19. Jahrhundert erfolgte eine Erweiterung.
- Kapelle der hl. Dreifaltigkeit auf dem Dorfplatz, errichtet 1865
- Ehemalige Wassermühle Dolní mlýn
- Gedenkstein mit der Jahreszahl 1733–2004 an der Gemarkungsgrenze neben der Straße von Víska nach Mysletice. Er erinnert an den Standort des nach Lipová versetzten Bildstockes.
- Bildstock vor dem Schloss, geschaffen 1854
- Mehrere steinerne Wegkreuze
- Steinsäule auf dem Damm des Teiches Víšťanský rybník

## Söhne und Töchter des Ortes
- Karl Heribert von Dalberg (1849–1920), Mitglied des Herrenhauses